# Brendan's Death Song
«Brendan's Death Song» es una canción de la banda de funk rock estadounidense Red Hot Chili Peppers y el cuarto sencillo de su álbum de 2011 I'm with You, lanzado el 11 de junio de 2012 mediante descarga digital. Un sencillo en CD de 2 pistas fue lanzado en Alemania el 24 de agosto de 2012.

## Composición
La canción habla acerca de Brendan Mullen, fundador de "The Masque", un pequeño club de rock y punk, importante en la escena punk en Los Ángeles. Mullen también era un viejo amigo de los Chili Peppers y fue uno de los promotores de su música, dándole a la banda su comienzo. En 1983, Anthony y Flea tenían un demo y lo llevaron a un popular club de Los Ángeles, Club Lingerie. Allí tuvieron su primer encuentro con Mullen, quien era el broker del club. Mullen puso su cinta, mientras bailaban alrededor de la canción para un lugar de apertura de la Bad Brains, que fueron una influencia para la banda y los reyes de la escena punk rock de la época. Mullen solía trabajar con Blackie Dammett, en la biografía de la banda, titulada Red Hot Chili Peppers: An Oral/Visual History (Red Hot Chili Peppers: Una historia oral y visual). A la muerte de Mullen, después de un accidente cerebrovascular en 2009, no pudo terminar el libro, el cual fue terminado y publicado en 2010. Después de esto, Flea escribió sobre la muerte de Mullen, en un artículo de 2 páginas en el diario Los Angeles Times.
De acuerdo con una entrevista hecha en julio de 2011, Anthony Kiedis, aseguró que Mullen murió en las fechas de los primeros ensayos para el álbum. Kiedis dijo que recibió un mensaje de texto sobre la muerte de Mullen, y después informó al resto de la banda cuando se dirigían a los ensayos.
La canción debutó en vivo, durante el I'm with You World Tour, el 29 de marzo de 2012, en la noche debut en la gira por Estados Unidos, aunque Kiedis no pudo recordar la letra de la canción, y por ello esta dejó de estar en la lista oficial de canciones en los conciertos de RHCP. La canción finalmente volvió a la lista de canciones en conciertos durante el Lollapalooza en Chicago el 4 de agosto de 2012.

## Vídeo musical
El vídeo musical de la canción fue dirigido por Marc Klasfeld, quien ya había dirigido "The Adventures of Rain Dance Maggie" y "Monarchy of Roses". La banda grabó el vídeo en Nueva Orleans el 21 de mayo de 2012, y algunas de éstas se compartieron en su página de Internet, invitando a los fanáticos a formar parte de éste enviando una foto con su información anexa. Las seleccionadas podrían ser vistas en el vídeo.
El concepto a utilizar fue, la de un funeral tipo "Jazz" (el cual es muy común en Nueva Orleans), con músicos tocando en una marcha en honor del difunto (Mullen en este caso), en el cual la banda tiene papel de esto. En la primera parte del vídeo, la banda toca mientras van montados en una pick-up Ford negra. Al final del vídeo se ve a la banda tocando en el McDonoghville Cemetery en Louisiana, y detrás de estos está escrito en grande y quemándose la frase "Death Song".
El vídeo fue estrenado el 28 de julio de 2012 en rollingstone.com. La canción en este caso dura 2 minutos menos que en la versión completa.
La versión completa fue lanzada el 16 de agosto de 2012.

## Personal
- Flea – bajo
- Anthony Kiedis – voz
- Josh Klinghoffer – guitarra, coros
- Chad Smith – batería